# Gentianella campanuliformis
Gentianella campanuliformis är en gentianaväxtart som först beskrevs av Hermann Johann O. Reimers, och fick sitt nu gällande namn av Fabris. Gentianella campanuliformis ingår i släktet gentianellor, och familjen gentianaväxter. Inga underarter finns listade i Catalogue of Life.